# Ярнсакса
Ярнсакса (др.-сканд. Járnsaxa, «железный сакс») — в германо-скандинавской мифологии женщина-ётун.
Согласно Младшей Эдде Снорри Стурлусона, хозяйка и младшая жена Тора; родила ему сына — Магни.
Согласно поэме Песнь о Хюндле (др.-сканд. Hyndluljóð) из Старшей Эдды — одна из девяти матерей Хеймдалля. Девять матерей Хеймдалля были дочерьми Эгира и Ран.

## В современности
В честь Ярнсаксы назван нерегулярный спутник планеты Сатурн.